# Stars & Hank Forever: The American Composers Series
Stars & Hank Forever è un album discografico del gruppo musicale statunitense The Residents, pubblicato nel 1986 dalla Ralph Records. Fu il secondo ed ultimo della serie American Composer prima della cancellazione del progetto a causa delle crescenti difficoltà di mantenimento dello stesso.

## Il disco
La traccia Kaw-Liga, successivamente pubblicata su singolo, campiona il ritmo e la linea di basso della celebre Billie Jean di Michael Jackson (un riferimento alla cantante country Billie Jean Horton, che era sposata con Hank Williams prima della sua morte) e fece bene nell'emergente scena disco europea, generando numerosi remix; fu il risultato più soddisfacente dei Residents dal punto di vista commerciale.
La suite Sousaside include degli effetti sonori registrati da Philip Perkins per creare l'effetto di una banda musicale in un'occasione felice; un mix di Stars and Stripes Forever senza gli effetti sonori fu pubblicato come B-side del singolo Kaw-Liga.
Stars & Hank Forever è inoltre l'ultimo disco al quale partecipò il chitarrista Snakefinger, prima della sua prematura morte nel luglio 1987. La canzone di Hank Williams Six More Miles da allora è diventata una sorta di numero cerimoniale per i Residents, essendo stato eseguito in omaggio a Snakefinger nel 1987, e recentemente come bis nel 2018 in omaggio alla morte di Hardy Fox, uno dei membri fondatori del gruppo.

## Tracce
- Tutti i brani sono opera di Hank Williams, tranne Kaw-Liga di Williams e Fred Rose

Side 1 – Hank Williams
1. Hey Good Lookin' - 2:47
2. Six More Miles (To the Graveyard) - 4:15
3. Kaw-Liga - 4:52
4. Ramblin' Man - 3:13
5. Jambalaya - 4:43

Side 2 – John Philip Sousa
1. Sousaside - 23:10

- I. Nobles of the Mystic Shrine – 4:40
- II. The Stars and Stripes Forever – 3:10
- III. The Thunderer – 3:30
- IV. The Liberty Bell – 4:10
- V. Semper Fidelis – 3:10
- VI. The Washington Post – 4:30

### Torso CD bonus track
1. Kaw-Liga (Prairie mix) (Williams/Rose) - 9:28

## Formazione
- The Residents – esecuzione, arrangiamenti
- Snakefinger – slide guitar in Hey Good Lookin'